# Gaston Van Volxem
Gaston Louis Van Volxem (* 24. April 1895 in Brüssel; † unbekannt) war ein belgischer Eishockeyspieler.

## Karriere
Gaston Louis Van Volxem gehörte zum Kader der belgischen Eishockeynationalmannschaft bei den Olympischen Spielen 1920 in Antwerpen. Das einzige Spiel bei diesem Turnier wurde dabei mit 0:8 gegen Schweden verloren und Belgien belegte als Gastgeber den siebten und somit letzten Platz. Auch bei den erstmals ausgetragenen Olympischen Winterspielen 1924 in Chamonix stand er im Aufgebot der belgischen Eishockeynationalmannschaft und kam drei Mal im Turnierverlauf zum Einsatz.